# Pseudagapostemon fluminensis
Pseudagapostemon fluminensis là một loài Hymenoptera trong họ Halictidae. Loài này được Schrottky mô tả khoa học năm 1911.